# Torneio Norte-Nordeste 1968
In 1968 werd het eerste Torneio Norte-Nordeste gespeeld voor voetbalclubs uit Braziliaanse regio's noord en noordoost. De competitie werd gespeeld van 28 september 1968 tot 2 maart 1969. Sport do Recife werd kampioen. 

## Regio Noordoost

### Groep 1
| Plaats | Club            | Wed. | W | G | V | Saldo | Ptn. |
| ------ | --------------- | ---- | - | - | - | ----- | ---- |
| 1.     | Sport do Recife | 12   | 9 | 2 | 1 | 28:8  | 20   |
| 2.     | Calouros do Ar  | 12   | 5 | 5 | 2 | 15:13 | 15   |
| 3.     | Ferroviário     | 12   | 4 | 5 | 3 | 11:11 | 13   |
| 4.     | Botafogo        | 12   | 4 | 3 | 5 | 13:19 | 11   |
| 5.     | Campinense      | 12   | 3 | 4 | 5 | 14:17 | 10   |
| 6.     | Alecrim         | 12   | 1 | 7 | 4 | 13:19 | 9    |
| 7.     | ABC             | 12   | 1 | 4 | 7 | 10:17 | 6    |

|  | Geplaatst voor finalegroep |

### Groep 2
| Plaats | Club                | Wed. | W | G | V | Saldo | Ptn. |
| ------ | ------------------- | ---- | - | - | - | ----- | ---- |
| 1.     | CSA                 | 12   | 7 | 2 | 3 | 20:14 | 16   |
| 2.     | Santa Cruz          | 12   | 6 | 4 | 2 | 22:11 | 16   |
| 3.     | Galícia             | 12   | 6 | 3 | 3 | 17:14 | 15   |
| 4.     | Fluminense de Feira | 12   | 6 | 1 | 5 | 13:20 | 13   |
| 5.     | Confiança           | 12   | 3 | 3 | 6 | 16:17 | 9    |
| 6.     | Sergipe             | 11   | 2 | 3 | 6 | 13:15 | 7    |
| 7.     | CRB                 | 11   | 0 | 6 | 5 | 6:16  | 6    |

|  | Geplaatst voor finalegroep |

### Finalegroep
| Plaats | Club            | Wed. | W | G | V | Saldo | Ptn. |
| ------ | --------------- | ---- | - | - | - | ----- | ---- |
| 1.     | Sport do Recife | 6    | 5 | 0 | 1 | 13:6  | 10   |
| 2.     | CSA             | 6    | 3 | 1 | 2 | 11:10 | 7    |
| 3.     | Santa Cruz      | 6    | 2 | 2 | 2 | 10:11 | 6    |
| 4.     | Calouros do Ar  | 6    | 0 | 1 | 5 | 3:10  | 1    |

|  | Geplaatst voor finale |

## Regio Noord

### Groep 1
| Plaats | Club      | Wed. | W | G | V | Saldo | Ptn. |
| ------ | --------- | ---- | - | - | - | ----- | ---- |
| 1.     | Paysandu  | 6    | 3 | 1 | 2 | 9:5   | 7    |
| 2.     | Nacional  | 6    | 2 | 3 | 1 | 8:8   | 7    |
| 3.     | Tuna Luso | 6    | 2 | 2 | 2 | 8:7   | 6    |
| 4.     | Fast      | 6    | 0 | 4 | 2 | 5:10  | 4    |

|  | Geplaatst voor halve finale |

### Groep 2
| Plaats | Club        | Wed. | W | G | V | Saldo | Ptn. |
| ------ | ----------- | ---- | - | - | - | ----- | ---- |
| 1.     | Piauí       | 8    | 6 | 0 | 2 | 18:6  | 12   |
| 2.     | Remo        | 8    | 4 | 2 | 2 | 17:8  | 10   |
| 3.     | Ferroviário | 8    | 4 | 2 | 2 | 14:11 | 10   |
| 4.     | Moto Club   | 8    | 2 | 2 | 4 | 7:11  | 6    |
| 5.     | Flamengo    | 8    | 1 | 0 | 7 | 5:25  | 2    |

|  | Geplaatst voor halve finale |

### Halve finale
|          | Placar |          |
| -------- | ------ | -------- |
| Paysandu | 0-2    | Piauí    |
| Piauí    | 2-1    | Paysandu |

|          | Placar |          |
| -------- | ------ | -------- |
| Nacional | 3-1    | Remo     |
| Remo     | 3-0    | Nacional |
| Remo     | 2-0    | Nacional |

### Finale
|       | Placar |       |
| ----- | ------ | ----- |
| Piauí | 5-1    | Remo  |
| Remo  | 4-1    | Piauí |
| Remo  | 2-1    | Piauí |

## Finale
Figueirense won omdat het in de competitie beter presteerde. 
|                  |      |       |                 |  |
| 23 februari Heen | Remo | 1 – 3 | Sport do Recife |  |
| 23 februari Heen |      |       |                 |  |

|               |                 |       |      |  |
| 2 maart Terug | Sport do Recife | 2 – 1 | Remo |  |
| 2 maart Terug |                 |       |      |  |

### Kampioen
| Torneio Norte-Nordeste de 1968      |
| Pernambuco                          |
| ----------------------------------- |
| SPORT DO RECIFE Kampioen (1° titel) |